# Васили, Кирилл Трофимович
Кирилл Трофимович Васили (28 марта 1912, Песчаная Петровка, Херсонская губерния — 4 января 1988, Песчаная Петровка, Одесская область) — помощник командира 576-го стрелкового полка 115-й стрелковой дивизии, снайпер, полный кавалер Ордена Славы.

## Биография
Кирилл Трофимович Васили родился в крестьянской семье в с. Песчаная Петровка, где закончил 4 класса. Затем работал в колхозе.
В Красную Армию призван в начале Великой Отечественной войны. Попал на Западный фронт, где участвовал в Смоленском сражении, в битве за Москву.
В течение 1945 года был награждён пятью орденами:
- Орденом Славы III степени награждён за действия в роли снайпера близ г. Тильзит 10 января 1945 года вместе с группой разведки захватил ценного пленного, а при прикрытии отступления уничтожил десятерых врагов[6].
- Орденом Славы II степени награждён за решительные действия во время штурма г. Лабиау 23 января 1945 года, где вместе с боевыми товарищами захватил в плен немецкого солдата и офицера, данные которых позволили выявить слабые места и захватить город[7]
- Орденом Красной Звезды награждён за храбрые и решительные действия 1 марта 1945 года близ ручья Побете, где прикрыл захват военного пленного и отступление разведгруппы, уничтожил огневую точку противника, уничтожил двух немцев[8].
- Орденом Отечественной войны II степени награждён за действия 15 марта 1945 года, когда Кирилл Трофимович возглавил захват группу, которая доставила ценного пленного[9].
- Орденом Славы I степени награждён за неоднократные поимки ценных пленных. В ночь 31 марта 1945 года, возглавив захват группу, смог провести солдат по открытому полю до траншеи противника, где захватил немецкого часового в плен[10].

После окончания войны вернулся на Родину в с. Песчаная Петровка, где продолжил работать в колхозе.